# Forte da Fajã dos Vimes

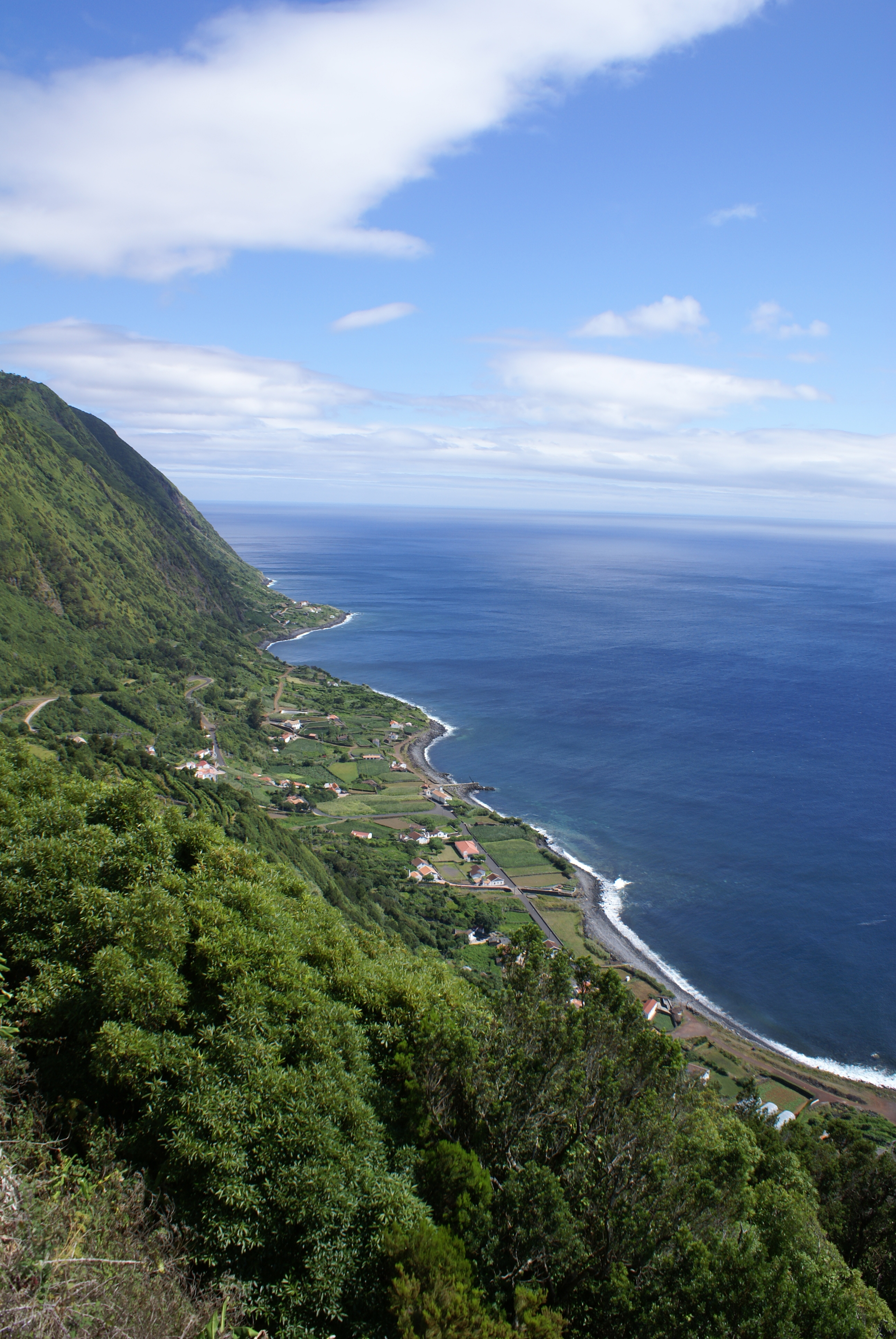
Fajã dos Vimes, Calheta: vista panorâmica.

O Forte de São Sebastião, também referido como Forte da Ribeira dos Vimes e Forte da Fajã dos Vimes, localizava-se na ponta dos Vimes, na Fajã dos Vimes, na freguesia da Ribeira Seca, concelho da Calheta, na costa sul da ilha de São Jorge, nos Açores.
Em posição dominante sobre este trecho do litoral, constituiu-se em uma fortificação destinada à defesa deste ancoradouro contra os ataques de piratas e corsários, outrora frequentes nesta região do oceano Atlântico.

## História
Foi erguido possivelmente após 1710 (contexto da Guerra de Sucessão Espanhola) e antes de 1757, uma vez que há registo, em 1801, de que foi arruinado pelo grande terramoto de 9 de julho de 1757, o chamado "Mandado de Deus", que na ocasião devastou a ilha.
A "Relação" do marechal de campo Barão de Bastos em 1862 informa que se encontrava em grande ruína e abandonado desde longos anos.
O Tombo de 1883 encontrou-o em ruínas e em rápida degradação, devido à erosão marinha e antrópica, dado o reaproveitamento da pedra de seus muros pela população local como material de construção. A edificação de serviço encontrava-se em sofrível estado, e a sua telha guardada por um habitante local.
A estrutura não chegou até aos nossos dias.

## Características
Do tipo abaluartado, apresentava planta quadrangular, possivelmente com uma ou duas canhoneiras pelo lado do mar.